# Stefan Müller (Fußballspieler, 1988)
Stefan Müller (* 9. November 1988 in Karlsruhe) ist ein deutscher ehemaliger Fußballspieler.

## Karriere
Der in Karlsruhe aufgewachsene Innenverteidiger spielte ab der D-Jugend für den Karlsruher SC, wo er in den folgenden Jahren alle Jugendmannschaften durchlief. Im Jahr 2007 absolvierte Müller seine ersten Spiele für die zweite Mannschaft der Badener in der Regionalliga Süd. Durch seine regelmäßigen Einsätze in der Regionalliga empfahl sich Müller für die erste Mannschaft der Karlsruher und gab am 3. April 2010 in einem Zweitligaspiel des Karlsruher SC beim 1. FC Union Berlin sein Profidebüt.
Seit Sommer 2012 spielte Müller für den KSV Hessen Kassel in der Regionalliga Südwest. Mit dem KSV Hessen Kassel konnte Müller zum Abschluss den Hessenpokal gewinnen. Allerdings fehlte er im Finale auf Grund eines Bruchs der Augenhöhle, steuerte aber mit dem Siegtor gegen die Kickers Offenbach im Viertelfinale einen wichtigen Treffer bei. Zum Ende der Spielzeit 2014/15 verließ er Kassel wieder Richtung seiner Heimatstadt Karlsruhe, um dort eine Ausbildung bei der Polizei zu beginnen, nebenbei spielt er für den Regionalligisten SV Spielberg.